# Kapušianske Kľačany
Kapušianske Kľačany – wieś (obec) na Słowacji położona w kraju koszyckim, w powiecie Michalovce. Pierwsze wzmianki o miejscowości pochodzą z roku 1315. 
Według danych z dnia 31 grudnia 2012, wieś zamieszkiwało 886 osób, w tym 470 kobiet i 416 mężczyzn.
W 2001 roku rozkład populacji względem narodowości i przynależności etnicznej wyglądał następująco:
- Słowacy – 7,05%
- Czesi – 0,12%
- Romowie – 19,06%
- Węgrzy – 73,64%

Ze względu na wyznawaną religię struktura mieszkańców kształtowała się w 2001 roku następująco:
- Katolicy rzymscy – 21,66%
- Grekokatolicy – 11,76%
- Ewangelicy – 0,25%[a]
- Prawosławni – 0,12%
- Ateiści – 1,98%
- Nie podano – 2,23%